# Boris Szebołdajew
Boris Pietrowicz Szebołdajew (ros. Бори́с Петро́вич Шеболда́ев, ur. 27 maja 1895 w Paryżu, zm. 30 października 1937 w Moskwie) – rosyjski polityk socjaldemokratyczny i komunistyczny.

## Życiorys
Od 1900 mieszkał w Rosji, od 1914 w SDPRR(b), 1916-1918 sanitariusz w armii rosyjskiej. Od 10 stycznia 1918 zastępca przewodniczącego Komitetu Wojskowo-Rewolucyjnego Armii Kaukaskiej, 1918 członek Bakijskiego Komitetu RKP(b) i zastępca komisarza ds. wojskowych Bakijskiej Rady Komisarzy Ludowych, we wrześniu-październiku 1918 komisarz polityczny kizlarskiego odcinka wojskowego. W 1919 szef wywiadu na tyłach Armii Azerbejdżańskiej, aresztowany, później wysłany do obwodu dagestańskiego, pełnomocnik Rady Wojskowo-Rewolucyjnej 12 Armii. 
Od marca 1920 zastępca przewodniczącego Dagestańskiego Komitetu Rewolucyjnego, od 26 kwietnia do 6 grudnia 1920 przewodniczący Tymczasowego Dagestańskiego Biura Obwodowego RKP(b), do 1923 słuchacz kursów marksizmu przy KC RKP(b). 1923-1924 kierownik Wydziału KC Komunistycznej Partii Turkiestanu, 1924-1926 sekretarz odpowiedzialny Carycyńskiego/Stalingradzkiego Gubernialnego Komitetu RKP(b)/WKP(b), 1926-1927 zastępca kierownika Wydziału Organizacyjno-Dystrybucyjnego KC WKP(b). 
Od 19 grudnia 1927 do 26 czerwca 1930 członek Centralnej Komisji Kontrolnej WKP(b), w sierpniu-wrześniu 1928 przewodniczący Tymczasowego Biura Organizacyjnego KC WKP(b) obwodu/Kraju Niżno-Wołżańskiego, od września 1928 do 6 stycznia 1931 sekretarz odpowiedzialny/I sekretarz Niżnowołżańskiego Komitetu Krajowego WKP(b). Od 13 lipca 1930 do 25 czerwca 1937 członek KC WKP(b), od grudnia 1930 do stycznia 1934 I sekretarz Północnokaukaskiego Komitetu Krajowego WKP(b), od stycznia 1934 do stycznia 1937 I sekretarz Azowsko-Czarnomorskiego Krajowego Komitetu WKP(b), od stycznia do czerwca 1937 I sekretarz Komitetu Obwodowego WKP(b) w Kursku. 
Odznaczony Orderem Lenina (20 grudnia 1935) i Orderem Czerwonego Sztandaru (1920).
W okresie wielkiego terroru w ZSRR 11 czerwca 1937 aresztowany przez NKWD. 30 października 1937 skazany na śmierć przez Kolegium Wojskowe Sądu Najwyższego ZSRR pod zarzutem udziału w kontrrewolucyjnej organizacji terrorystycznej, stracony tego samego dnia. Ciało skremowano w krematorium na Cmentarzu Dońskim, prochy pochowano anonimowo.
14 marca 1956 pośmiertnie zrehabilitowany.